# روز جهانی آگاهی از لکنت زبان

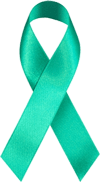
ریبون روز جهانی آگاهی از لکنت زبان

یک آبان ماه، بیست و دوم اکتبر، از سال ۱۹۹۸ به‌عنوان روز جهانی توجه به لکنت زبان نامگذاری شده است. هدف از این نامگذاری، افزایش آگاهی عمومی نسبت به ناروانی گفتار است. میلیون‌ها نفر در سراسر دنیا از این اختلال گفتاری رنج می‌برند.
بنیاد گفتار روان و انجمن لکنت ایران به‌صورت مستمر در این رابطه فعالیت دارند.